# Niewielka Skała

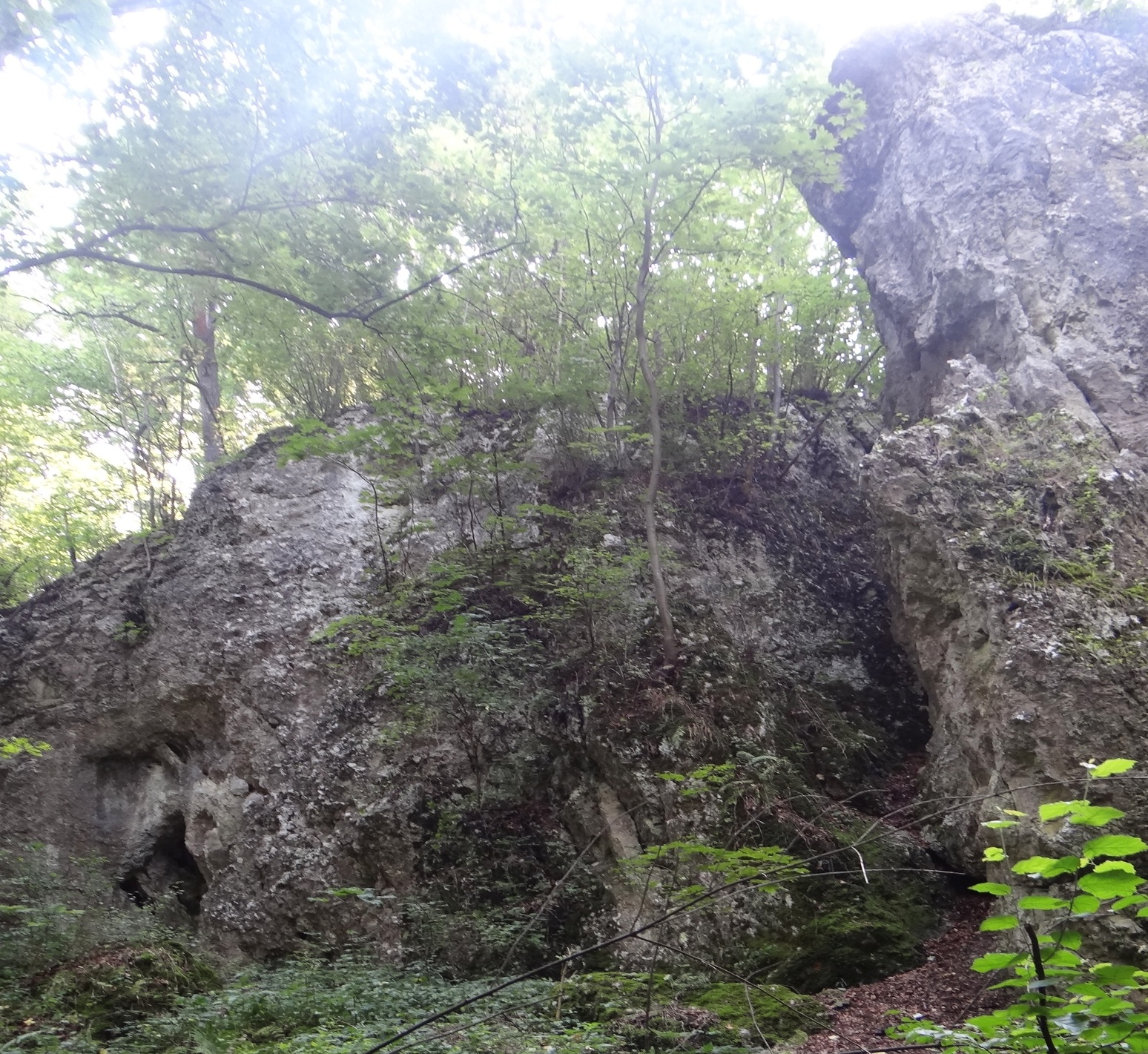
Niewielka Skała

Niewielka Skała – skała w Wąwozie Podskalańskim na Wyżynie Olkuskiej będącej częścią Wyżyny Krakowsko-Częstochowskiej. Znajduje się w północno-wschodniej części zabudowań wsi Tomaszowice w województwie małopolskim, w powiecie krakowskim, w gminie Wielka Wieś.
Niewielka Skała znajduje się w lesie, w lewych zboczach Wąwozu Podskalańskiego, w odległości około 220 m od asfaltowej drogi, tuż po zachodniej stronie Wielkiej Skały. Obok obydwu tych skał prowadzi droga gruntowa, a nią szlak rowerowy. Niewielka Skała zbudowana jest z twardych wapieni skalistych i ma wysokość do 10 m. Jest obiektem wspinaczki skalnej. Wspinacze poprowadzili na niej 6 dróg wspinaczkowych o trudności od III do VI.1 w skali polskiej. Wszystkie mają zamontowane stałe punkty asekuracyjne – ringi (r) i dwa ringi zjazdowe (drz).

## Drogi wspinaczkowe
1. Profan brytan VI.1 (3r+drz),
2. Twórcza radość VI.1 (4r+drz),
3. Podskalański pikuś VI (3r+drz),
4. Celebrytan V- (3r+drz),
5. Niewielka Brytania III (4r+drz),
6. Radosna twórczość VI (3r+drz)[2].